# Klaus D. Leciejewski
Klaus D. Leciejewski (geboren am 8. September 1948 in Staßfurt) ist ein deutscher Publizist und Unternehmer, der in Erftstadt bei Köln lebt und arbeitet.

## Leben
Klaus Leciejewski hat Philosophie und Geschichte an der Universität Leipzig und an der Humboldt-Universität zu Berlin studiert, zu wirtschaftshistorischen Themen promoviert und habilitiert. Später siedelte er mit seiner Familie in die Bundesrepublik über. Zuerst lehrte er Wirtschaftswissenschaft an der Johann Wolfgang Goethe-Universität Frankfurt am Main, später als Honorardozent für Betriebswirtschaft an verschiedenen anderen Universitäten und Hochschulen. Er war Direktor der Deutschen Bank in Frankfurt am Main, Geschäftsführer verschiedener Unternehmensberatungen und gründete im Jahr 2000 mit der KDL-Consulting GmbH seine eigene Unternehmensberatung, die auf Personalberatung (Executive Search, Headhunting und IT-Beratung) spezialisiert war. Seit 2010 ist er ausschließlich als Publizist tätig. Seit 2015 lebt er zusammen mit seiner kubanischen Ehefrau den größten Teil des Jahres in Havanna/Kuba.
Leciejewski hat aus erster Ehe drei erwachsene Kinder, darunter den Künstler Edgar Leciejewski.

## Publikationen
Leciejewski hat in deutschen Tageszeitungen sowie in verschiedenen Magazinen zu politischen, wirtschaftlichen, historischen und kulinarischen Themen publiziert (Frankfurter Allgemeine Zeitung, Süddeutsche Zeitung, Die Welt, Handelsblatt, Bild, Die Zeit, Kölner Stadt-Anzeiger, Das Parlament, Harvard Business Manager, Financial Times Deutschland, Impulse, Capital, Neue Zürcher Zeitung, Achse des Guten, Management Berater, Foodhunter, Savoir Vivre). Zudem war er Autor von Studien zu wirtschaftlichen und IT-Fragen. Er verfasst Kolumnen für das kulinarische und Reise-Magazin Savoir Vivre.
Von 2012 bis 2015 veröffentlichte er auf seinem Blog GourmetKritik.de Restaurantkritiken über deutsche und internationale Gourmet-Restaurants. Von 2013 bis 2015 hatte er die Domain BuchGourmet.com übernommen und schrieb dort als Chefredakteur Kochbuch-Rezensionen. 2018 veröffentlichte er das Buch 111 Gründe, Kuba zu Lieben. 2018 erschienen in der Literatur-Zeitschrift Das Plateau zwei Erzählungen von ihm. 2019 erschien Kuba – 151 Momente, 2020 Kuba – Der Zusammenbruch, Wie ein Paradies seine Zukunft verspielt. Es folgten zwei autobiographische Bücher, Erinnerungen 1986 - 1988 (2021) und Kommunist – Spion – Kapitalist (2023).

## Bücher
- Guter Rat von Beratern. Handbuch für die erfolgreiche Zusammenarbeit mit Consultants, Personalberatern und PR-Agenturen. 1996, ISBN 3-593-35488-8.
- Mit Headhuntern Karriere machen. 1996, ISBN 3-89623-061-1
- Fringe Benefits: alle Möglichkeiten der Gehaltserhöhung; so profitieren beide Seiten. 1997, ISBN 3-7064-0352-8.
- Mit Headhuntern Karriere machen. 1998, ISBN 3-8029-4530-1.
- Mehr Gehalt: clever verhandeln – mehr verdienen; mit umfangreichem Gehaltsvergleich. 1998, ISBN 3-7064-0431-1.
- Assessment Center. 2007, ISBN 978-3-448-08637-9.
- Die 25 Besten. 2014, ISBN 978-3-945367-00-1.
- Caprichos: Aphorismen – Gedankensplitter – Geschichten. 2014, ISBN 978-3-945367-01-8.
- Weihnachtsgeschichten. 2014, ISBN 978-3-945367-02-5.
- 111 Gründe, Kuba zu Lieben. Berlin: Schwarzkopf & Schwarzkopf Verlag 2018, ISBN 978-3-942665-50-6.
- Kuba – 151 Momente. Neuss: Conbook Verlag 2019, ISBN 978-3-95889-317-7.
- Kuba – Der Zusammenbruch.  Würzburg: Königshausen & Neumann 2020, ISBN 978-3-8260-7208-6.
- Erinnerungen 1986–1988. Würzburg: Königshausen & Neumann 2021, ISBN 978-3-8260-7375-5
- Kommunist – Spion – Kapitalist.  Würzburg: Königshausen & Neumann 2023, ISBN 978-3-8260-7799-9.